# ナタリア・サザノビッチ
ナタリア・サザノビッチ (Natallia Sazanovich、ベラルーシ語: Наталля Сазановіч、1973年8月15日 - )は、ベラルーシの陸上競技選手。七種競技の選手として1996年アトランタオリンピックから3大会連続出場。アトランタ大会では銀メダル、シドニー大会では銅メダルと2大会連続のメダルを獲得した。

## 主な実績
| 年   | 大会                   | 場所                       | 種目     | 結果 | 記録   |
| ---- | ---------------------- | -------------------------- | -------- | ---- | ------ |
| 1992 | 世界ジュニア陸上選手権 | ソウル(韓国)               | 七種競技 | 金   | 6036点 |
| 1996 | オリンピック           | アトランタ(アメリカ合衆国) | 七種競技 | 銀   | 6563点 |
| 1998 | ヨーロッパ陸上選手権   | ブダペスト(ハンガリー)     | 七種競技 | 銅   | 6410点 |
| 2000 | オリンピック           | シドニー(オーストラリア)   | 七種競技 | 銅   | 6527点 |
| 2001 | 世界室内陸上選手権     | リスボン(ポルトガル)       | 五種競技 | 金   | 4850点 |
| 2001 | 世界陸上選手権         | エドモントン(カナダ)       | 七種競技 | 銀   | 6539点 |
| 2002 | ヨーロッパ陸上選手権   | ミュンヘン(ドイツ)         | 七種競技 | 銅   | 6341点 |
| 2003 | 世界室内陸上選手権     | バーミンガム(イギリス)     | 五種競技 | 銀   | 4715点 |
| 2003 | 世界陸上選手権         | パリ(フランス)             | 七種競技 | 銅   | 6524点 |
| 2004 | オリンピック           | アテネ(ギリシャ)           | 七種競技 | －   | 棄権   |

## 自己ベスト
- 七種競技　6563点 (1996年)
- 200m　23.62秒 (1997年)
- 800m　2分16秒41 (2000年)
- 100mハードル　13.28秒 (2001年)
- 走り高跳び　1.84m (1995年, 1997年, 2000年)
- 走り幅跳び　6.86m (1996年)
- 砲丸投げ　16.81m (2003年)
- やり投げ　47.13m (2002年)